# Thymus fontqueri
Thymus fontqueri là một loài thực vật có hoa trong họ Hoa môi. Loài này được (Jalas) Molero & Rovira miêu tả khoa học đầu tiên năm 1982 publ. 1983.